# 1246 Chaka
1246 Chaka är en asteroid i huvudbältet som upptäcktes den 23 juli 1932 av den sydafrikanske astronomen Cyril V. Jackson. Asteroidens preliminära beteckning var 1932 OA. Asteroiden fick senare namn efter Shaka kaSenzangakhona, som enade nguni-folken och skapade kungadömet Zululand i början av 1800-talet.
Chakas senaste periheliepassage skedde den 14 januari 2022.  Dess rotationstid har beräknats till 25,46 timmar.